# Villa de Cos
Villa de Cos là một đô thị thuộc bang Zacatecas, México. Năm 2005, dân số của đô thị này là 30420 người.